# Sclerogibbidae
Sclerogibbidae zijn een familie uit de orde van de vliesvleugeligen (Hymenoptera).

## Taxonomie
De volgende taxa zijn bij de familie ingedeeld:
- Onderfamilie † Sclerogibbodinae Engel, 2006
  - Geslacht † Sclerogibbodes Engel, 2006
- Onderfamilie Sclerogibbinae Ashmead, 1902
  - Geslacht Caenosclerogibba Yasumatsu, 1958
  - Geslacht Neosclerogibba (Koch, 1995)
  - Geslacht Probethylus Ashmead, 1902
    - Probethylus callani (Richards, 1939)
    - Probethylus schwarzi (Ashmead, 1902)
    - Probethylus mexicanus (Richards, 1939)
    - Probethylus brandaoi (Penteado-Dias & van Achterberg, 2002)

  - Geslacht Parasclerogibba (Hamann, 1958)
  - Geslacht Sclerogibba Riggio & Stefani-Perez, 1888
    - Sclerogibba africana (Kieffer, 1904)
    - Sclerogibba berlandi (Benoit, 1963)
    - Sclerogibba crassifemorata (Riggio & Stefani-Perez, 1888)
    - Sclerogibba impressa (Olmi, 2005)
    - Sclerogibba madegassa (Benoit, 1952)
    - Sclerogibba magrettii (Kieffer, 1913)
    - Sclerogibba rapax (Olmi, 2005)
    - Sclerogibba rufithorax (Cameron, 1904)
    - Sclerogibba talpiformis (Benoit, 1950)
    - Sclerogibba turneri (Richards, 1939)
    - Sclerogibba vagabunda (Bridwell, 1919)
- Incertae sedis
  - Sclerogibba embiopterae Dodd, 1939